# Große Fuge

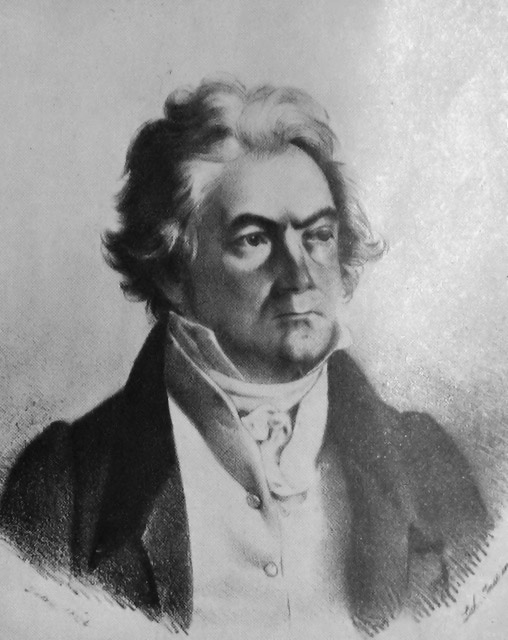
Beethoven-Porträt (Johann Decker, 1824)

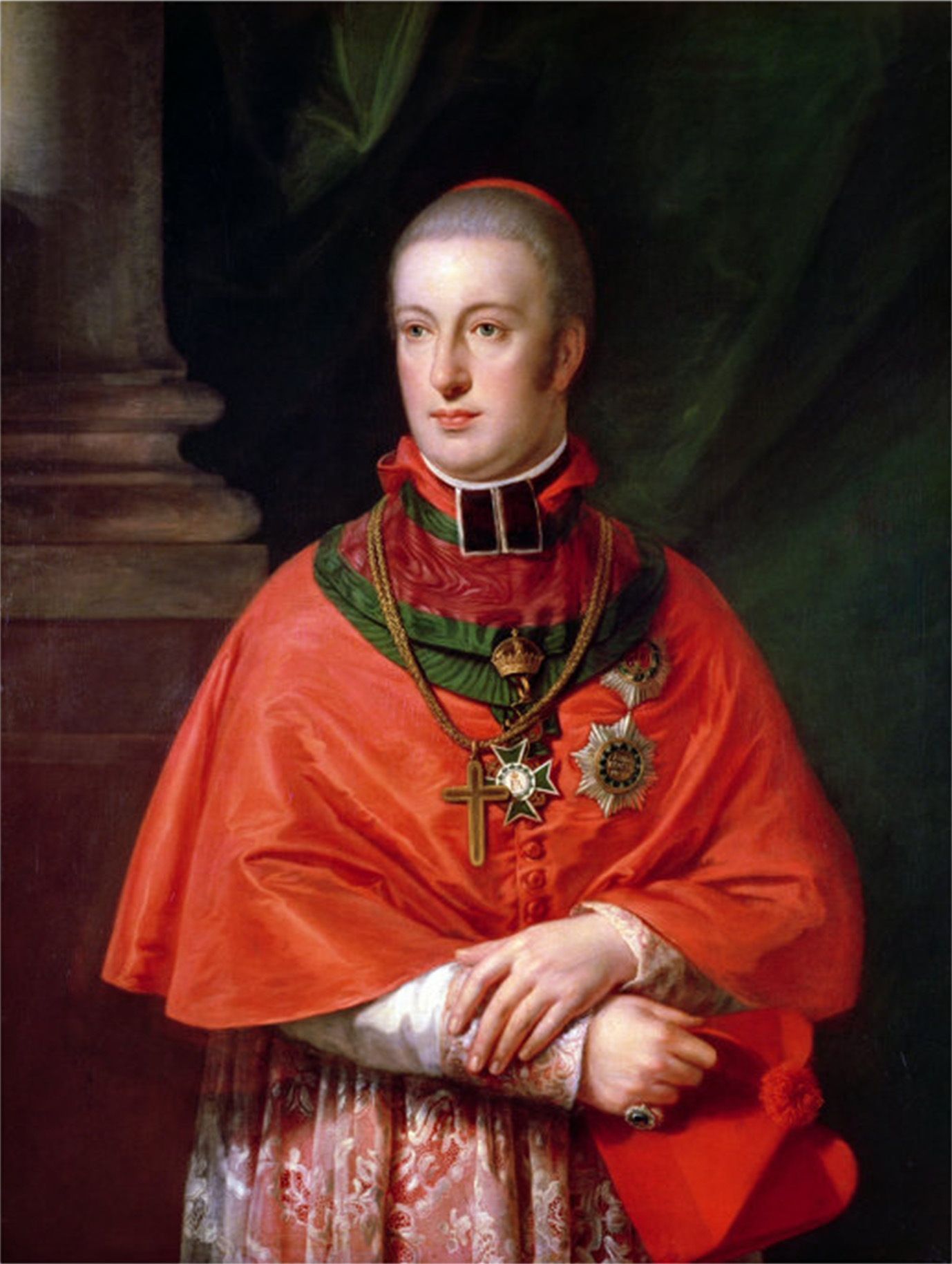
Widmungsträger Erzherzog Rudolf von Österreich

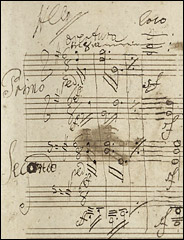
Manuskriptseite der Großen Fuge.

Die Große Fuge op. 133 B-Dur ist ein in den Jahren 1825 bis 1826 entstandenes Stück für Streichquartett von Ludwig van Beethoven. Das dem Erzherzog Rudolph gewidmete Werk war ursprünglich das Finale von Beethovens Streichquartett Nr. 13 B-Dur op. 130.
Im Jahre 1826 veröffentlichte Beethoven für die Große Fuge unter der Opus-Nummer 134 eine Klavierbearbeitung zu vier Händen.

## Entstehung
Ursprünglich war die Große Fuge als Finalsatz des Streichquartetts B-Dur op. 130 vorgesehen. Aufgrund der Neuartigkeit der Tonsprache, die die aufführenden Musiker überforderte, wurde Beethoven von seinem Verleger Mathias Artaria gebeten, ein konventionelles Finale für op. 130 zu schreiben. Beethoven kam dieser Bitte nach und gab den ursprünglichen Finalsatz mit der eigenständigen Opusnummer 133 heraus. Nach Meinung des Musikwissenschaftlers Gerd Indorf ist die Annahme, Beethoven hätte diesen Schritt gegen seinen Willen vorgenommen, nach heutigem Stand der Forschung nicht gerechtfertigt.

## Zur Musik
Dem Werk liegt die namensgebende Fuge zugrunde. Das Werk ist jedoch keine reine Fuge im Sinne von Johann Sebastian Bach, vielmehr wird die Fuge dieses Stückes durch zusätzliche Elemente ergänzt. In der Tat ist der Fugenanteil des Werkes auf 40 % beschränkt; der Rest der Fuge besteht aus freierem Fugatostil und homophonen Elementen. In diesem Sinne erinnerte sich Beethovens Freund Karl Holz, zweiter Violinist des Beethoven nahestehenden Schuppanzigh-Quartetts:

„‚Eine Fuge zu machen‘, sagte Beethoven, ist keine Kunst, ich habe deren zu Dutzenden in meiner Studienzeit gemacht. Aber die Phantasie will auch ihr Recht behaupten, und heut’ zu Tage muß in die alt hergebrachte Form ein anderes, ein wirklich poetisches Element kommen.“

Beethoven beschrieb bei der Veröffentlichung der Großen Fuge die Art seiner Sonatenfuge als „tantôt libre tantôt recherchée“ („bald frei, bald gebunden“). Dies bezieht sich auf die Durchführung der Fuge, in der sich freie und gebundene Bestandteile abwechseln.
Die Overtura. Allegro – Fuga beginnt mit einer drohend klingenden Phrase, der ein sanftmütiger Abschnitt folgt. Doch wenig später setzt die schroffe Fuge mit ihren Variationen ein. Als wesentliches Element der Fuge erscheint eine Variation der Viertongruppe, die bereits Grundlage von Beethovens Streichquartett Nr. 14 cis-Moll op. 131 und Streichquartett Nr. 15 in a-Moll op. 132 war.
Abgelöst wird die Overtura von einem sanftmütigen Meno mosso e moderato.
Es folgt ein beschwingtes Allegro molto e con brio mit seinen energischen Variationen, das Thema der Fuge fließt mit ein.
Dem schließt sich ein erneuter Meno-mosso-e-moderato-Abschnitt an, in dem das Thema des ersten Meno mosso e moderato, diesmal in einem zügigeren Habitus, wiederholt wird.
Der folgende Abschnitt, erneut ein Allegro molto e con brio, bringt ein unbeschwertes Allegro-Thema, das zwischenzeitlich auch zur Ruhe findet.
Im abschließenden Allegro werden die Themen der Fuga, des ersten Meno mosso e moderato, der Overtura wiederholt; das Werk findet zu einem lebhaften Ende.

## Wirkung

### Erste Reaktionen auf dieGroße Fuge
Nach einer Aufführung des Streichquartetts op. 130 am 21. März 1826 durch das Streichquartett-Ensemble von Ignaz Schuppanzigh (vor dem Austausch des Finalsatzes) beschrieb die „Allgemeine Musikalische Zeitung“ die ersten Sätze des op. 130 mit Attributen wie „mystisch“, und „voll von Frohsinn“ und „Schalkhaftigkeit“, schrieb jedoch über die Fuge:

„Aber den Sinn des fugirten Finale wagt Ref. nicht zu deuten: für ihn war es unverständlich, wie Chinesisch. Wenn die Instrumente in den Regionen des Süd- und Nordpols mit ungeheuern Schwierigkeiten zu kämpfen haben, wenn jedes derselben anders fugirt und sie sich per transitum irregularem unter einer Unzahl von Dissonanzen durchkreuzen, wenn die Spieler, gegen sich selbst misstrauisch, wohl auch nicht ganz rein greifen, freylich, dann ist die babylonische Verwirrung fertig; dann giebt es ein Concert, woran sich allenfalls die Marokkaner ergötzen können, denen bey ihrer hiesigen Anwesenheit in der italienischen Oper nichts wohlgefiel, als das Accordiren der Instrumente in leeren Quinten, und das gemeinsame Präludiren aus allen Tonarten zugleich. Vielleicht wäre so manches nicht hingeschrieben worden, könnte der Meister seine eigenen Schöpfungen auch hören. Doch wollen wir damit nicht voreilig absprechen: vielleicht kommt noch die Zeit, wo das, was uns beym ersten Blicke trüb und verworren erschien, klar und in wohlgefälligen Formen erkannt wird.“

Auch die Musiker hatten Probleme mit dem musikalischen Stil der Fuge, vor allem Karl Holz, worüber sich Ignaz Schuppanzigh amüsierte: »Holz schläft jezt ein, das lezte Stück hat ihn caput gemacht«.
Selbst Beethovens Sekretär und späterer Biograf Anton Schindler hasste die Fuge und bezeichnete dieses Werk Beethovens „als die höchste Verirrung des speculativen Verstandes“, und auch Musikkritiker Eduard Hanslick nannte sie „ein merkwürdiges Document seiner gewaltigen, aber bereits seltsam kranken Phantasie“.
Über die Bedenken des Verlegers Artaria über die Verkäuflichkeit des op. 130 mit der Fuge und seiner Idee von deren Abtrennung berichtete Karl Holz 1857:

„Der Kunsthändler Math. Artaria, welchem ich im Namen Beethovens das Eigenthumsrecht für das B-Dur-Quartett verkauft hatte (das Honorar war 80 Dukaten) stellte nun an mich die äußerst schwierige Aufgabe, Beethoven dahin zu bringen, anstatt der schwer faßlichen Fuge ein anderes, den ausführenden wie dem Fassungsvermögen des Publikums, zugänglicheres, letztes Stück zu schreiben. Ich stellte nun Beethoven vor, daß diese Fuge, ein außer dem Bereich der gewöhnlichen, ja selbst seiner neuesten ungewöhnlichen Quartettmusik, liegendes Kunstwerk sei, daß es für sich allein abgesondert dastehen müsse, auch allerdings eine eigene opus-Zahl verdiene. Artaria sei gern bereit, ein neues Finale besonders zu honorieren. Beethoven wollte Bedenkzeit, doch schon am folgenden Tage erhielt ich einen Brief, worin er sich bereit erklärte, den Wünschen zu entsprechen; für das neue Finale sollte ich 12 Dukaten verlangen“

Der Musikwissenschaftler Klaus Kropfinger sieht in dem gemeinsamen Vorgehen von Artaria und Holz ein „Zusammenspiel“; durch dieses sei die Abtrennung der Fuge „bereits vorprogrammiert“ gewesen; besonders Holz’ Verhalten interpretiert Kropfinger als „kontinuierliche ‚psychologische Kriegsführung‘“. Demgegenüber steht eine Mitteilung von Karl Holz an Beethoven: „Gestern wurde das Quartett bey Artaria probirt; […] wir haben es zweimal gespielt; Artaria war ganz entzückt, und die Fuge fand er, als er sie zum drittenmal hörte, schon ganz verständlich“.
Beethovens Streichquartett op. 130 war lange Zeit mit dem neu komponierten Finale akzeptiert und erlebte in dieser Form in den ersten 50 Jahren nach Entstehung 214 Aufführungen, wie eine Statistik des Kardiologen und Amateurquartettisten Ivan Mahaim ergab; die Große Fuge dagegen erklang in diesem Zeitraum lediglich 14 Mal.

### Diskussion um die Abtrennung derGroßen Fuge
Seitdem wurde über die Jahre vehement diskutiert, ob Beethovens Entscheidung, das ursprüngliche Finale separat zu veröffentlichen und durch eine neue Finalkomposition zu ersetzen, als definitiv anzusehen ist. Anton Schindler hielt das neue Finale, das seiner Meinung nach „in Bezug auf Stylistisches und Klarheit vielen andern der in früherer Periode geschriebenen Quartett-Sätze“ ähnele, für viel eingänglicher.
Die Gegenseite dieses Disputs, zu der u. a. Arnold Schönberg und seine Kollegen im Kolisch-Quartett gehörten, vertritt die Ansicht, Beethovens Entscheidung sei nicht künstlerischer, sondern vermarktungstechnischer Natur gewesen; er wäre von Verleger und Freunden dazu gedrängt worden. In diesem Sinne schrieb der Beethoven-Experte Erwin Ratz:

„Daß Beethoven sich bewegen ließ, ein neues Finale zu komponieren, war ein Akt der Resignation […]. Bei aller Genialität, die auch dem neuen Finale nicht abzusprechen ist, müssen wir doch mit äußerster Entschiedenheit feststellen, daß dieser Satz keinerlei innere Beziehung zum übrigen Quartett besitzt. In jedem empfindsamen Musiker wird das Einsetzen des leichten Rondofinales nach dem Verklingen der überirdischen Cavatine immer einen unerträglichen Schock auslösen“

Klaus Kropfinger sieht den Grund für Beethovens Vorgehensweise in Beethovens Geldnöten: „In diesem Kontext ist auch Beethovens späte Einwilligung in die Abtrennung des Fugenfinales zu sehen“. Gerd Indorf indessen hält es für unwahrscheinlich, dass Beethoven seine künstlerischen Überzeugungen einem zusätzlichen Honorar von lediglich zwölf Dukaten untergeordnet hätte.
Ebenso skeptisch beurteilt Indorf die These, die Abtrennung als „Akt der Resignation“ (Ratz) zu sehen, in dem Sinne, dass Beethoven auf die negative Reaktion durch das Publikum eingegangen wäre: Wie Hermann Scherchen es formulierte, „mißfiel die Schlußfuge so sehr, daß Beethoven sich bewegen ließ, nach Verwerfung eines ersten Entwurfs einen neuen Schlußsatz zu komponieren“. Doch da Beethoven im Lauf seines Lebens bereits mehrmals souverän mit dem Unverständnis des Publikums auf seine Werke hatte umgehen können, sei es, so Indorf, unwahrscheinlich, dass er nun dem Publikumsgeschmack nachgegeben hätte. Dem niederländischen Musikwissenschaftler Jan Caeyers zufolge war Beethovens Vorgehen rein musikalisch begründet: Demzufolge sei Beethoven zu der Erkenntnis gelangt, dass das Ungleichgewicht zwischen den ersten fünf Sätzen des Streichquartetts op. 130, die harmonisch angelegt waren und die Zuhörer dementsprechend in gelöste Stimmung versetzen, und der kraftvollen, energischen Fuge zu extrem sei; demzufolge hätte er es als notwendig angesehen, ein neues, friedvolleres Finale zu komponieren.
Beethoven war in der Vergangenheit bereits ähnlich verfahren. So stammt der Finalsatz der „Kreutzer-Sonate“ ursprünglich aus der Violinsonate op. 30,1, die nun von einem Variationssatz beendet wird. Eine Anekdote weiß zu berichten, dass Beethoven angeblich sogar erwog, das Chorfinale der „Neunten Sinfonie“ durch einen Instrumentalsatz zu ersetzen.
Eine erste Aufführung des Streichquartetts Nr. 13 B-Dur op. 130 mit der Fuge als Finale fand erst im Jahre 1887 statt; auch diese Aufführung sollte für lange Zeit die Ausnahme bleiben. Noch in den Auflagen von 1910 und 1921 von Theodor Halms 1885 verfasster Quartett-Monographie wird die Fuge als „vielleicht die genialste Augenmusik, die je geschrieben wurde“ bezeichnet; „aber beim Anhören will sich ein reiner, künstlerisch befriedigender Eindruck nur teilweise einstellen.“
Im 20. Jahrhundert schließlich schenkte man der Großen Fuge mehr Aufmerksamkeit und schätzte sie gegenüber dem neukomponierten Finale als höherwertig ein. Heute befindet sich das Autograph der Großen Fuge in der Biblioteka Jagiellońska in Krakau.

### Klavierfassung

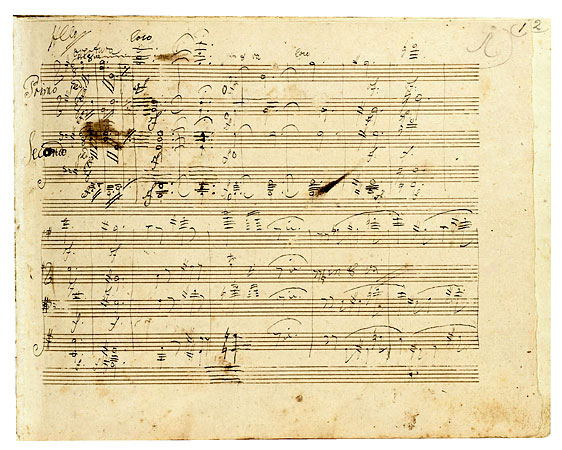
Manuskript der Klavierfassung.

Noch während die Große Fuge Bestandteil des Quartetts op. 130 war, machte Verleger Artaria Beethoven das Angebot, dass dieser „zum besseren Verstehen“ eine Klavierfassung der Fuge herstellen solle. Als Beethoven ablehnte, wurde auf einen Vorschlag von Holz hin der Pianist Anton Halm mit der Transkription betraut; diese Aufgabe war Ende April erfüllt. Beethoven fand jedoch keinen Gefallen an Halms Klavierfassung, konnte aber erst in der zweiten Augusthälfte 1826, nach Vollendung des Streichquartett Nr. 14 (cis-Moll) op. 131, mit der Erstellung einer eigenen Klavierfassung beginnen. An Karl Holz schrieb er:

„… ersuche ich Sie, Herrn Mathias A. zu sagen, daß ich ihn durchaus nicht zwingen will, meinen Klavierauszug zu nehmen, ich sende Ihnen deshalb den Halmischen K. A. mit, damit Sie, (falls Artaria ihn ablehnen sollte) sobald Sie meinen K. Auszug empfangen haben, den Halm(schen) M(athias) A(rtaria) gleich einhändigen – will aber Herr A. meinen Klavierauszug behalten für das aus 12 Dukaten in Gold bestehende Honorar, so verlange ich nichts, als daß dieses schriftlich von ihm gegeben wird.“

Erst in dieser Phase entstand in der ersten Septemberhälfte die Idee, die Fuge als selbstständiges Werk zu veröffentlichen und für op. 130 ein neues Finale zu komponieren. So berichtete Karl Holz: „Artaria ist entzückt, daß sie seinen Vorschlag annehmen, er gewinnt sehr viel dabei, daß beide Werke einzeln gesucht werden“. Von September bis November 1826 war Beethoven mit der Komposition des neuen Finales für op. 130 beschäftigt und konnte dieses schließlich am 22. November 1826 an Mathias Artaria schicken. Dieser veröffentlichte die Große Fuge in Wien gemeinsam mit deren Klavierfassung sowie dem Streichquartett op. 130 am 10. Mai 1827, kurze Zeit nach Beethovens Tod.
Die für lange Zeit letzte Information über den Verbleib der Originalpartitur der Klavierfassung war, dass sie in Berlin versteigert wurde und an einen Industriellen in Cincinnati (Ohio) ging. Dessen Tochter übergab die Partitur gemeinsam mit weiteren Manuskripten – unter denen sich auch eine Sonate und eine Fantasie von Wolfgang Amadeus Mozart (beide in c-Moll) befanden – im Jahr 1952 an eine Kirche in Philadelphia (Pennsylvania). Wiederum ist unbekannt, was danach mit der Partitur geschah, bis sie im Juli 2005 von einer Bibliothekarin bei Aufräumarbeiten im „Palmer Theological Seminary“ in Wynnewood (Pennsylvania) aufgefunden wurde. Bei einer Auktion durch Sotheby’s am 1. Dezember 2005 erwarb ein zunächst anonymer Käufer das Manuskript für umgerechnet 1,95 Millionen US-Dollar. Bei dem Käufer handelte es sich um den öffentlichkeitsscheuen Multimilliardär Bruce Kovner, der seine Identität später preisgab und die Partitur im Februar 2006 der Juilliard School übergab, die die Partitur in ihre online verfügbare Manuskriptsammlung aufnahm.